# بخش ساندوسکی (شهرستان ساندوسکی، اوهایو)
بخش ساندوسکی (به انگلیسی: Sandusky Township) یک منطقهٔ مسکونی در ایالات متحده آمریکا است که در شهرستان ساندوسکای، اوهایو واقع شده‌است.
 بخش ساندوسکی ۵۹٫۴ کیلومتر مربع مساحت و ۴٬۰۸۷ نفر جمعیت دارد و ۱۸۷ متر بالاتر از سطح دریا واقع شده‌است.